# Calci silicat
Calci silicat là hợp chất hoá học vô cơ, có thành phần gồm nguyên tố calci và nhóm silicat. Hợp chất này có công thức hóa học được quy định là Ca2SiO4, và cũng được gọi với cái tên khác như calci orthosilicat và đôi khi được tạo thành, với dạng ngậm nước 2CaO SiO2. Hợp chất này ngoài ra cũng được gọi với tên thương mại rút gọn là Cal-Sil hoặc Calsil.

## Sử dụng

### Trong thực phẩm
Calci silicat được sử dụng như một chất chống đông tụ trong chế biến thực phẩm, bao gồm muối ăn và có tác dụng một chất kháng axit. Hợp chất này được Tổ chức Nông nghiệp Thế giới (FAO) và Tổ chức Y tế Thế giới (WHO) phê chuẩn làm chất phụ gia thực phẩm an toàn trong nhiều loại sản phẩm.

### Chất trám
Hợp chất này được sử dụng làm chất trám kín cho các con đường hoặc trên vỏ quả trứng tươi: khi natri silicat được dùng làm chất trám kín cho bêtông hoặc vỏ trứng, nó sẽ phản ứng hóa học với calci hydroxide hoặc calci cacbonat tạo thành calci silicat dạng ngậm nước, đóng kín các lỗ xốp mịn với vật liệu tương đối không thấm.

### Thành phần xi măng
Hợp chất này cũng là một thành phần trong xi măng, với tên gọi là belite hoặc trong ký hiệu hóa học xi măng C2S.